# WHSmith
A WH Smith (más néven WHS vagy köznyelvben Smith's, korábban WH Smith & Son) brit kiskereskedelmi üzletlánc, székhelye az angliai Swindonban található. Boltjaik városok főutcáin, vasútállomásokon, repülőtereken, kikötőkben, kórházakban, benzinkutakon találhatók, bennük könyveket, írószereket, folyóiratokat, újságokat, szórakoztató termékeket és édességeket árusítanak. Az Egyesült Királyságban mintegy 1700 üzletük van.
A céget Henry Walton Smith és felesége, Anna hozta létre 1792-ben Londonban, kezdetben csak újságokat árultak. Hosszú évekig a Smith család tulajdonában maradt, az 1970-es években futott fel, amikor a vállalkozás más piacokra is belépett. 2004-ben egy sikertelen felvásárlási kísérletet követőent követően a vállalkozás kiskereskedelmi alaptevékenységére kezdett összpontosítani. Ez volt az első kiskereskedelmi lánc a világon; jelentős szerepet játszott az ISBN könyvazonosító létrehozásában.
A WHSmith céget jegyzik a Londoni Értéktőzsdén, és a FTSE 250 index tagja. 2017-ben ünnepelte fennállásának 225. évfordulóját.

## Története
1792-ben Henry Walton Smith és felesége, Anna alapították újságárus vállalkozásukat a londoni Little Grosvenor Streeten. Haláluk után az akkor 1280 fontot (mai értéken 85 882 font) érő  vállalkozást legfiatalabb fiuk, William Henry Smith vette át, majd 1846-ban a cég neve WH Smith & Son lett, amikor egyetlen, szintén William Henry nevű fia üzlettárs lett.

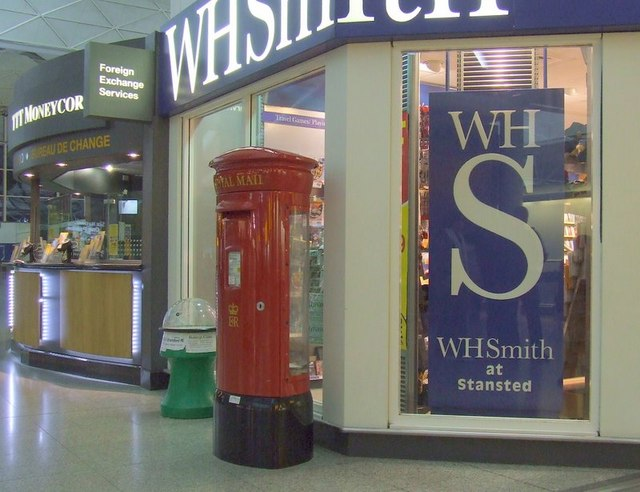
Stansted repülőtéri WHSmith, 2011. február 25-én

A cég kihasználta a vasúti közlekedés fellendülését, újságos standokat nyitott a vasútállomásokon, az elsőt 1848-ban a Euston pályaudvaron. 1850-ben a cég raktárakat nyitott Birminghamben, Manchesterben és Liverpoolban. 1860-tól 1961-ig mozgó könyvtárat is üzemeltetett, és kiadójuk is volt. A fiatalabb W. H. Smith a cég sikerét ugródeszkaként használta fel a politikai pályafutásához, 1868-ban parlamenti képviselő lett, és több konzervatív kormány minisztereként tevékenykedett.
Ifj. W. H. Smith 1891-ben bekövetkezett halála után özvegye vitte tovább a céget, majd 1928-tól az üzletet korlátozott felelősségű társasággá alakították át. A tulajdonos 1948-ban bekövetkezett halála olyan súlyosan érintette a céget, hogy állami holdingtársaságot kellett alapítani, és a részvényeket eladni a WH Smith munkatársainak és a nyilvánosságnak. A W. H. Smith család egyik tagja 1972-ig elnök maradt, de a Smith család kezéből kicsúszott az irányítás, és az utolsó családtag 1996-ban elhagyta az igazgatóságot is.
1966-ban a WH Smith kilencjegyű kódot hozott létre könyvek számára egyedi azonosítóként, melynek neve Standard Book Numbering (SBN) volt. 1970-ben ISO 2108 nemzetközi szabványként fogadták el, és 1974-ig használták, amikor felváltotta az ISBN.

## Fordítás
- Ez a szócikk részben vagy egészben  a   WHSmith című angol Wikipédia-szócikk ezen változatának fordításán alapul.  Az eredeti cikk szerkesztőit annak laptörténete sorolja fel. Ez a jelzés csupán a megfogalmazás eredetét és a szerzői jogokat jelzi, nem szolgál a cikkben szereplő információk forrásmegjelöléseként.